# Garland T. Byrd
Garland Turk Byrd, född 16 juli 1924 i Reynolds, Georgia, död där 1 juni 1997, var en amerikansk demokratisk politiker.
Byrd var viceguvernör i Georgia 1959–1963.
Byrd utexaminerades från University of Georgia och avlade sedan juristexamen vid Emory University.
Byrd efterträdde 1959 Ernest Vandiver som viceguvernör och efterträddes 1963 av Peter Zack Geer. Byrd avled 1997 och gravsattes på Hillcrest Cemetery i Reynolds.